# Tutta la verità (miniserie televisiva)
Tutta la verità è una miniserie televisiva italiana del 2009 diretta da Cinzia TH Torrini.

## La fiction
È composta da due puntate. È di genere erotico, drammatico, noir e thriller.
Gli interpreti principali sono Vittoria Puccini, Filippo Nigro, Daniele Pecci, Fabrizia Sacchi, Massimo Wertmüller e Carola Stagnaro.
È stata trasmessa in prima visione su Raiuno durante l'autunno del 2009. È stata inclusa nel catalogo di RaiPlay. 

## Trama
Paola Pavese è un giovane avvocato sposata con il commissario di polizia Marco D'Elia; in occasione di un intervento chirurgico della madre Emma, Paola conosce l'attraente dottore Giulio Guidi ed avvia con lui una relazione. Il marito, che sta indagando sulla scomparsa (e poi sulla morte) di Laura Romano, giovane assistente del dottor Guidi, scopre che la moglie è l'amante del medico. Presto sarà noto che la giovane Romano era l'ex-amante del Guidi ed era incinta, mentre anche la moglie del dottore, Benedetta, viene avvelenata e muore. Le attenzioni degli inquirenti si concentrano quindi su Paola Pavese, che era stata vista uscire sconvolta dalla casa della moglie del Guidi. La difesa legale della donna viene presa dall'avvocato titolare del suo studio, che è legato da interessi economici alla famiglia Guidi e che sembra non molto interessato a dimostrare l'innocenza della sua assistita...

## Ascolti
| n° | Prima TV Italia | Telespettatori | Share  |
| -- | --------------- | -------------- | ------ |
| 1  | 11 ottobre 2009 | 6.252.000      | 26,84% |
| 2  | 12 ottobre 2009 | 7.315.000      | 27,62% |